# Charles Tellier

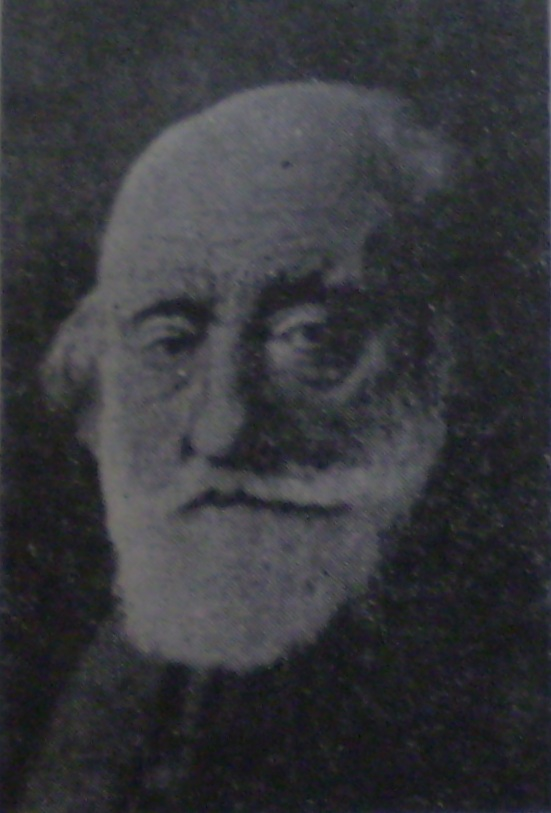
Charles Tellier

Charles Albert Tellier (ur. 1828 w Amiens  – zm. 1913 w 16. dzielnicy Paryża) – francuski inżynier, pionier chłodnictwa. Stworzył pierwsze chłodziarki absorpcyjne (niezależnie od Ferdinanda Philippe'a Carré'a, 1860) i sprężarkowe (1867). Skonstruował również pierwszego chłodnicowca tzw. Frigorifique (1875).